# Gynoplistia pleuralis
Gynoplistia pleuralis là một loài ruồi trong họ Limoniidae. Chúng phân bố ở miền Australasia.